# جنتا دال (يونايتد)
حزب جنتا دال (يونايتد) هو حزب سياسي في الهند.
قائد الحزب هو نيتيش كومار.
في الانتخابات البرلمانية لعام 2004 حصل الحزب على 9.09 صوت (2.6%, 8 مقاعد).